# Adagio i Rondó concertant
L'Adagio i Rondó concertant (Adagio e Rondo concertante) en fa major per a quartet de piano, D 487, fou compost per Franz Schubert l'any 1816. Una obra brillant dissenyada com a peça de lluïment per al solista de piano. És una de les poques peces que el compositor va escriure en aquest estil i, a més a més, és la seva primera composició per al conjunt instrumental de piano i corda que precedeix el Quintet La truita en tres anys.
Aparentment, Schubert compon aquest quartet a petició de Heinrich Grob, el germà de Therese Grob, un noia que Schubert estimava i qui esperava poder-s'hi casar.

## Publicació i estrena
Ofert a Diabelli després de la mort de Schubert, la composició no va sortir publicada fins al 1865.
La primera actuació pública coneguda del quartet fou l'1 de novembre de 1861 al Ludwig Bösendorfer Salon, a Viena.

## Estructura
L'estructura està escrita per a un quartet de piano estàndard (piano, violí, viola i violoncel), i consta de dos moviments que s'interpreten sense pausa entre ells:
1. Adagio -
2. Rondó: Allegro vivace

La interpretació dura al voltant d'uns 14–16 minuts.